# Święty Senan
Senan, biskup irlandzki, również Senan ze Scattery (Iniscathay), Senán, Senames, Mo Shenóc (ur. ok. 488 na Magh Lacha, zm. ok. 544 na wyspie Scaterry na rz. Slaney) – jeden z dwunastu apostołów Irlandii, biskup i spowiednik, opat, święty Kościoła katolickiego.
Był założycielem klasztorów i kościołów w Irlandii.
Został pochowany w kościele opactwa Iniscathay (Iniscoirithe, dzis. Enniscorthy, irl.  Inis Córthaidh). Jest patronem West Clare.
Jego wspomnienie liturgiczne obchodzone jest 8 marca.